# Dammtjärnen (Näsinge socken, Bohuslän)
Dammtjärnen är en sjö i Strömstads kommun i Bohuslän och ingår i Strömsåns huvudavrinningsområde. Sjöns area är 0,011 kvadratkilometer och den är belägen 60 meter över havet.